# GPUOpen
GPUOpen — це програмний комплекс, що спочатку розроблявся компанією Radeon Technologies AMD, що пропонує передові візуальні ефекти для комп'ютерних ігор. Він був випущений в 2016 році. GPUOpen служить альтернативою і прямим конкурентом Nvidia GameWorks. GPUOpen схожий на GameWorks тим, що він охоплює декілька різних графічних технологій як основні компоненти, які раніше були незалежними та відокремленими один від одного.
Тим не менш, GPUOpen є повністю відкритим програмним забезпеченням, на відміну від GameWorks, який був підданий критиці за власний і закритий характер, поки не став відкритим джерелом у березні 2016 року.

## Історія
GPUOpen було оголошено 15 грудня 2015 року, і випущено 26 січня 2016 року.

## Міркування
Ніколас Тібієроз, старший менеджер AMD Worldwide Gaming Engineering, стверджує, що «розробникам може бути важко використовувати свої інвестиції в дослідженнях і розробках, як на консолях, так і на ПК через невідповідність між двома платформами», і що «власні бібліотеки або ланцюги інструментів з „чорними ящиками“ заважають розробникам отримувати доступ до коду для цілей технічного обслуговування, перенесення або оптимізації». Він каже, що майбутні архітектури, такі як Rx 400 серії AMD «включають багато функцій, які сьогодні не виставлені в API графіці PC».
AMD розробила GPUOpen як конкуруючий стек з відкритим вихідним кодом, випущений під ліцензією MIT. Бібліотеки призначені для збільшення портативності програмного забезпечення між ігровими консолями, ПК, а також високопродуктивними обчисленнями.

## Компоненти
GPUOpen об'єднує багато раніше відокремлених інструментів і рішень AMD в один пакет, а також повністю відкриває їх під ліцензією MIT. GPUOpen також полегшує розробникам доступ до низького рівня GPU. Крім того, AMD хоче надати зацікавленим розробникам «прямий доступ» на низькому рівні.
Крім того, AMD хоче надати зацікавленим розробникам «прямий доступ» до низького рівня до своїх GCN-GPU, що перевершує можливості Direct3D 12 або Vulkan. AMD надає низький рівень доступу до асинхронних обчислювальних двигунів (ACE). ACE реалізує «Asynchronous Compute», але вони не можуть бути вільно налаштовані ні під Vulkan, ні під Direct3D 12.
GPUOpen складається з декількох основних компонентів, інструментів і SDK.

### GPUOpen— ігри та CGI
Програмне забезпечення для комп'ютерних зображень (CGI), що використовуються в розробці комп'ютерних ігор і фільмів.

### Бібліотеки візуальних ефектів

#### Офіційні списки каталогів AMD
| Назва      | Вихідний код | API    | OS             | Візуальні ефекти                 |
| ---------- | ------------ | ------ | -------------- | -------------------------------- |
| TressFX3.0 | TressFX      | D3D 11 | Windows 64-bit | Рендерінг волосся, хутра і трави |
| GeometryFX | GeometryFX   | D3D 11 | Windows 64-bit | Геометричні об'єкти              |
| AOFX       | AOFX         | D3D 11 | Windows 64-bit | Ambient occlusion                |
| ShadowFX   | ShadowFX     | D3D 11 | Windows 64-bit | Тіні                             |

### Інструменти

#### Офіційні списки каталогів AMD
| Назва                             | Вихідний код           | API                              | OS                  | Завдання |
| --------------------------------- | ---------------------- | -------------------------------- | ------------------- | --- |
| CodeXL                            | CodeXL                 | Direct3D, OpenGL, OpenCL, Vulkan | Linux Windows       | Набір інструментів розробки програмного забезпечення, що включає в собі відладчик GPU, профайлер GPU, профайлер процесора, статичний аналізатор ядра OpenCL і різні плагіни. Більше не маркується як продукт AMD.                                            |
| Статичний аналізатор AMD CodeXL   | amd-codexl-analyzer    | Direct3D, OpenGL, OpenCL         | Linux Windows 64bit | Off-line компілятор і аналіз продуктивності CLI-інструмент для обробки: ядра OpenCL, шейдери HLSL і шейдери GLSL, частина пакету інструментів AMD CodeXL Для запуску цього інструменту потрібно встановити Radeon Software Crimson Edition або AMD Catalyst. |
| D3D 12 plug-in for GPU PerfStudio | amd-gpuperfstudio-dx12 | Direct3D 12                      | Windows             | Плагін для GPU PerfStudio |
| Tootle                            | amd-tootle             | agnostic                         | Linux Windows       | Інструмент оптимізації порядку трикутників; спочатку розроблений у 2006 році; можуть бути легко інтегровані як частина ланцюга інструментів для обробки або сітчастої попередньої обробки.                                                                   |

Випущений ATI Technologies під ліцензією BSD в 2006 році HLSL2GLSL не є частиною GPUOpen. Чи будуть доступні подібні інструменти для SPIR-V, як і офіційний реліз самого Vulkan (API). Вихідний код, який був визначений як частина GPUOpen, також є частиною ядра Linux (наприклад, amdgpu і amdkfd), Mesa 3D і LLVM.

#### Набори для розробки програмного забезпечення
| Назва          | Вихідний код  | API      | OS                                 | Завдання |
| -------------- | ------------- | -------- | ---------------------------------- | --- |
| LiquidVR SDK   | LiquidVR      | D3D 11   | Windows                            | Покращує плавність віртуальної реальності. Мета полягає в тому, щоб зменшити затримку між апаратними засобами, щоб апаратне забезпечення не відставало від руху голови користувача, усуваючи рухливість. Особлива увага приділяється подвійним налаштуванням графічного процесора, де кожен графічний процесор тепер відображатиметься для одного ока окремо. |
| FireRays SDK   | FireRays_SDK  | agnostic | 64-bit Linux, OS X, 64-bit Windows | Високопродуктивне, високоефективне гетерогенне трасування променів перехресної бібліотеки для GPU і CPU або APU на будь-якій платформі. |
| FireRender SDK | FireRenderSDK |          | ?                                  | Фізичний механізм рендеринга |
| RapidFire SDK  | Н/Д           |          | ?                                  | Полегшує використання прискорення стиснення відео в AMD SIP-блоки VCE (кодер H.264) і UVD (декодер H.264) для «хмарного геймінгу» / рендеринга за межею ділянки |

### GPUOpen— Професійні обчислення
Програмне забезпечення навколо архітектури гетерогенної системи (HSA), обчислювальної техніки загального призначення на графічних процесорах (GPGPU) і високопродуктивних обчислень (HPC)

### Архітектура гетерогенної системи
- HSAIL-GDB: забезпечує налагоджувальну середу на основі GNU для налагоджувального інтерфейсу HSA (HSAIL)
- API інтерфейсу HSA
- Випуск Linux amdkfd v1.6.1 для Kaveri & Carrizo

### AMD Boltzmann Initiative

AMD Boltzmann Initiative

AMD Boltzmann Initiative (названа на честь Людвіга Больцмана) була оголошена в листопаді 2015 року на SuperComputing15.  Вона має на меті забезпечити альтернативу CUDA від Nvidia, яка включає в себе інструмент для підключення вихідного коду CUDA до портативного (HIP) вихідного коду, який можна компілювати як на HCC, так і на NVCC.
- Драйвер Radeon Open Compute Kernel (ROCK)
- Виконання Rakeon Open Compute Runtime (ROCR)
- HCC: Heterogeneous Compute Compiler
- HIP: C ++ Гетерогенно-обчислювальний інтерфейс для портативності

### Інші
- бібліотека clFFT для швидкого перетворення Фур'є, написана в OpenCL
- hcFFT бібліотека для швидкого перетворення Фур'є, написана на C ++ (оптимізована для HCC)

## Доступність
GPUOpen доступні під ліцензією MIT для широкої публіки через GitHub, починаючи з 26 січня 2016 року.
Існує взаємозв'язок між GPUOpen і добре відомими і широко поширеними проектами вільного програмного забезпечення, наприклад, Linux kernel, Mesa 3D і LLVM.